# Pacific Standard Time

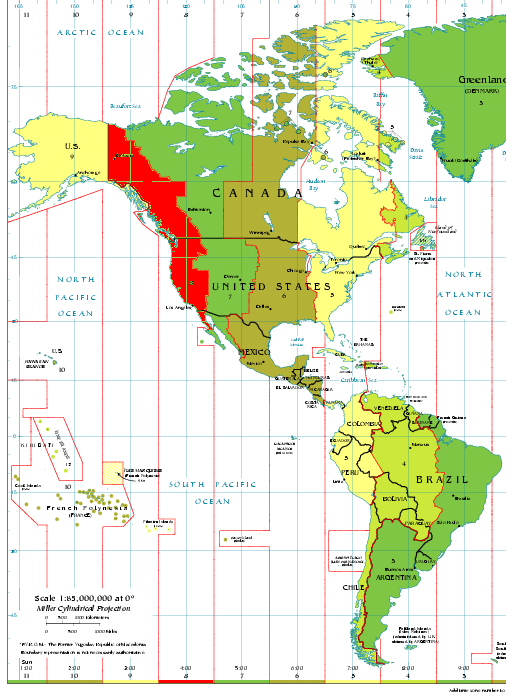
Mapa časových pásem

Pacific Standard Time (PST) je časové pásmo zasahující na území Spojených států, Kanady a Mexika. Od koordinovaného světového času (UTC) jej odděluje osm hodin (UTC-8).
Na území Spojených států a v Kanadě se obecně nazývá Pacific Time (PT). V Mexiku se označuje jako Severozápadní zóna.

## Pacific Daylight Time
Na většině území Pacific Standard Time platí během letních měsíců letní čas – Pacific Daylight Time (PDT), (UTC-7). Výjimku tvoří území v okolí města Dawson Creek a Creston v Britské Kolumbii. Během letních měsíců je většina území Arizony (ta je v zóně Mountain Standard Time, v té neplatí letní čas) ve stejném časovém pásmu jako státy, které s ní sousedí na západě (ty jsou v zóně Pacific Daylight Time).